# Außenstelle Weißenau der Universität Tübingen
Die Außenstelle Weißenau der Universität Tübingen befasste sich in Ravensburg-Weißenau von 1959 bis 1992 mit Astronomie und von 1983 bis 2001 mit Neuropsychologie. Sie wurde im April 2001 aufgelöst. Sie geht auf das ehemalige Max-Planck-Institut für Aeronomie zurück, das während des Zweiten Weltkriegs aus dem von Bomben bedrohten Friedrichshafen auf eine abgelegene Waldwiese in der Rasthalde bei Weißenau verlegt worden war.

## Vorläuferinstitut: Meteorologische Höhenmesstechnik
In Weißenau wurde unter Erich Regener bis zu dessen Tod im Februar 1955 an der Entwicklung von Höhenmesstechniken z. B. mit Hilfe von Ballonen und V2-Raketen gearbeitet. 1949 übernahm die Max-Planck-Gesellschaft die Forschungsstelle, die 1952 zum Max-Planck-Institut für Physik der Stratosphäre wurde. Mit der Berufung von Julius Bartels 1955 zum neuen Direktor wurde das Institut an den Standort Lindau am Harz verlagert, aber einige Abteilungen verblieben in Weißenau. Diese wurden dem Astronomischen Institut der Universität Tübingen zugeordnet.

## Physik der Atmosphäre, Hagelforschung und Radioastronomie
1959 wurde das Gelände vom Astronomischen Institut der Universität Tübingen mit der Bezeichnung „Außenstelle Weißenau“ übernommen. Es gab eine Abteilung für Physik der Atmosphäre und eine für Radioastronomie. Die Trennung der Aufgaben dieser Abteilungen mit jeweils 5–6 festen Mitarbeitern wurde ziemlich streng gehandhabt. Daher waren auch zwei mechanische Werkstätten vorhanden.

### Physik der Atmosphäre und Hagelforschung
Die Arbeitsgruppe Physik der Atmosphäre um Richard Mühleisen wurde 1959 von Tübingen nach Weißenau verlegt. Mühleisen war auch als Hageljäger bekannt, denn er impfte von Gewitterwolken mit Silberjodid. Dabei wurde Silberjodid durch zwei ehemalige Militär-Schulungsflugzeuge in oder unter die Gewitterwolke gebracht und dort fein zerstäubt, um zu einer explosionsartigen Vermehrung der „Hagelembryonen“ zu führen und ein nasses und schadlos Abregnen zu erzielen. Diese Forschungsabteilung blieb bis zum Tod von Mühleisen († 1988) in Weißenau.

### Radioastronomie
Heinrich Siedentopf war Professor für Astronomie an der Universität Tübingen und interessierte sich sehr für die Radioastronomie. Er errichtete in Weißenau 1960–61 einen feststehenden 26 m Parabolspiegel die zugehörige Messanordnung für 610 MHz mit parametrischen Verstärker. Den weiteren Ausbau der Radioastronomie in Weißenau übernahm Hans Urbarz. Unter ihm wurde der Radiospektrograph für die Sonnforschung aufgebaut, um die durch Ausbrüche der Sonne hervorgerufene spontane Burststrahlung zu registrieren. Der Radiospektrograph hatte ein kardanisch gelagertes Antennensystem und einen Messbereich von 56 cm bis 6,5 m Wellenlänge. Das Bild eines Oszilloskops wurde mit einer 35 mm Kinofilm-Kamera aufgezeichnet, womit Weißenau in der Solaren Radioastronomie für einige Jahre eine Spitzenstellung in Europa einnahm. Nach dem Tod von Hans Urbarz wurde die Radioastronomie in Weißenau 1992 eingestellt.

## Experimentelle und Klinische Neuropsychologie

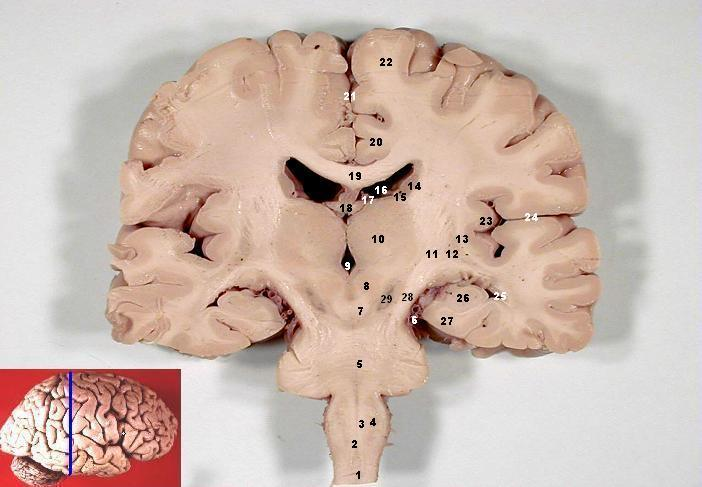
Frontaler Schnitt durch ein menschliches Gehirn. Nr. 19 ist das Corpus callosum

Der Psychologe Bruno Preilowski zog 1983 mit seinen Mitarbeitern in die Außenstelle Weißenau. Er kam 1972 aus dem Labor des Neurobiologen und Nobelpreisträgers Roger Sperry, bei dem er bei Split-Brain Patienten und Rhesusaffen bislang unbekannte Funktionen der vorderen Anteile des Corpus callosum, eines dicken Nervenfaserbündels, das die beiden Großhirnhälften unmittelbar miteinander verbindet, beschrieben hat.

### Split-Brain Untersuchungen
Preilowski konnte er als erster nachweisen, dass auch die rechte Hemisphäre der Split-Brain Patienten nichtsprachliche, emotionale Funktionen besitzt, die auf typisch menschliches Bewusstsein schließen lassen. An der Universität Konstanz hatte er ein Labor aufgebaut, in dem wie in Sperrys Arbeitsgruppe die Möglichkeit bestand, zwischen dem Labor und der Klinik hin- und herzuwechseln und Untersuchungen sowohl mit Tieren als auch Menschen durchzuführen. Dieses Vorgehen sollte auch nach seiner Berufung an die Universität Tübingen praktiziert werden. Aber es ergaben sich in Tübingen Schwierigkeiten, für ihn als Psychologen in einer Fakultät für Sozial- und Verhaltenswissenschaften, adäquate naturwissenschaftlich nutzbare Räumlichkeiten bereitgestellt zu bekommen.

### Tierhaltung

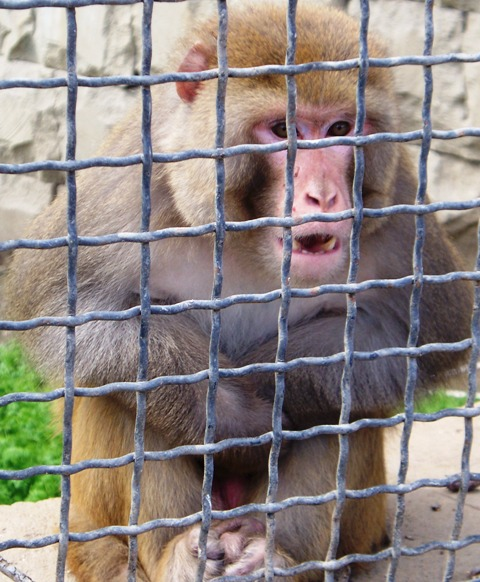
Ein Rhesusaffe hinter Gittern

In Weißenau konnten vergleichsweise großzügige Außengehege für Experimente mit Primaten wie Rhesusaffen gebaut werden. In der Weißenauer Tierhaltung wurde versucht, die Zuchtbedingungen so gut wie möglich zu gestalten und eine Verbindung von Experiment und Tierhaltung herzustellen, die beispielsweise den Tieren erlaubte, die Testaufgaben im Laufe des Tages selbständig zu beginnen und durchzuführen. Die Außenstelle ist letztlich an der Unfähigkeit gescheitert, die Gelder für eine personelle Grundversorgung zu sichern. Der Umzug zurück nach Tübingen fand deshalb 2001 statt.

## Heutige Nutzung
Von der Radioastronomie ist heute nichts mehr zu sehen. Das Gelände wird heute von einem Forstmaschinenbetrieb des Regierungspräsidiums Tübingen genutzt.